# Viande de canard
 (avril 2019).

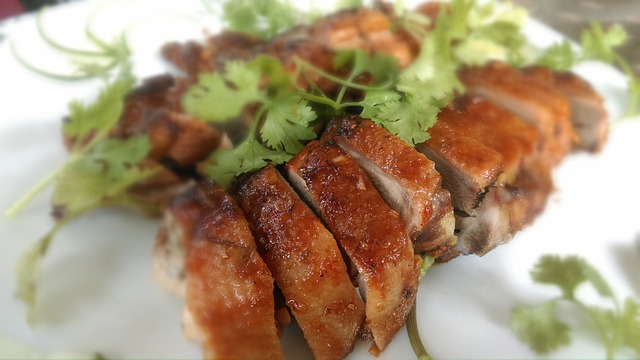
Viande de canard rôti.

La viande de canard est le nom donné à la chair de canard utilisée par l'être humain pour son alimentation.  

## Production

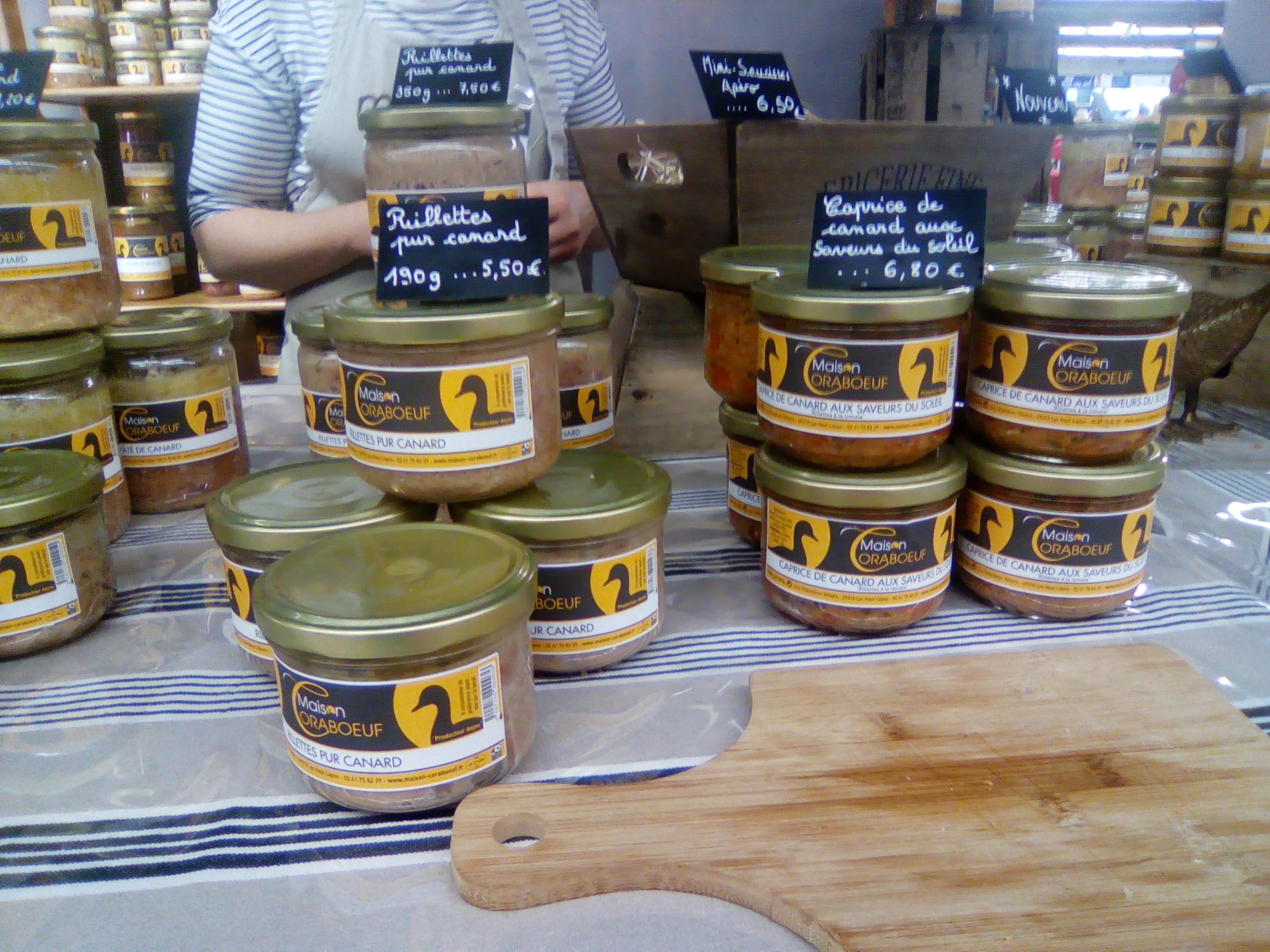
Rillettes et autres préparations à base de canard, en vente à un salon de producteurs fermiers en France.

### Monde
Selon la FAO, la production mondiale de canard aurait atteint près de 3 900 000 tonnes en 2006, en hausse de 27% sur les cinq dernières années. 
La Chine, avec 2 675 000 t, assure plus des 2/3 de la production mondiale en 2021 et la France se situe au deuxième rang mondial avec 261 000 t, suivie par la Malaisie (105 000 t), le Vietnam (86 000 t) et la Thaïlande (85 000 t), dont la production est en baisse sensible, subissant l'impact de l’épizootie d’influenza aviaire. L’Asie avec 3,23 millions de tonnes produites concentre ainsi 84% de la production mondiale. 
L’Union Européenne à 27 aurait produit 484 000 tonnes de canard en 2007, soit une croissance de 6% sur les cinq dernières années. À côté de la France qui assure 54% de la production communautaire à 27., les principaux producteurs sont, l’Allemagne (50 000 t), dont la production est très dynamique, le Royaume-Uni (45 000 t), dont la production est plutôt orientée à la baisse et la Hongrie (42 000 t).

#### Évolution
Évolution de la production mondiale de canard en million de têtes par année d'après la FAO.
| 1964 | 1969 | 1974 | 1979 | 1984 | 1989 | 1994 | 1999 | 2004 | 2009 | 2014 | Bilan 2019 (en million de tonnes) |
| ---- | ---- | ---- | ---- | ---- | ---- | ---- | ---- | ---- | --- | ---- | --------------------------------- |
| 216  | 250  | 300  | 339  | 399  | 514  | 764  | 865  | 1032 | Cette section est vide, insuffisamment détaillée ou incomplète. Votre aide est la bienvenue pour données ! |      | 4,86                              |

### France
Les Français consomment en moyenne 3,3 kg chaque année par personne, alors que la moyenne mondiale qui s’élève à 500 g par personne. Avec 272 000 tonnes produites en 2007, la viande de canard représente près de 15 % de la production globale. Le développement de la production, réellement amorcé au début des années 1980, a duré jusqu’en 2002, malgré un ralentissement sur les dernières années. La production de canard a diminué en 2003 et 2004, puis a amorcé une reprise depuis 2005. La crise qui a touché l’ensemble des filières avicoles et qui se traduit par une diminution globale de 20 % de la production de volailles entre 1998 et 2007 a épargné la production de canard grâce notamment à la production de canard gras.

#### Évolution
Évolution des échanges en France de canard en milliers de tonnes équivalent carcasse (ITAVI d'après SCEE).
|                                            | 1990  | 1995  | 2000  | 2002  | 2004  | 2005  | 2006  | 2007  |
| ------------------------------------------ | ----- | ----- | ----- | ----- | ----- | ----- | ----- | ----- |
| Exportation                                | 15,2  | 34,5  | 55,9  | 51,2  | 51,3  | 57,4  | 20,1  | 65,5  |
| Part de la production exportée             | 14 %  | 20 %  | 23 %  | 20 %  | 22 %  | 23 %  | 19 %  | 24 %  |
| Importation                                | 8,3   | 8,9   | 10,7  | 11,2  | 12,2  | 14,0  | 12,4  | 16,2  |
| Part des importations dans la consommation | 8 %   | 6 %   | 5 %   | 5 %   | 6 %   | 7 %   | 6 %   | 7 %   |
| Excédents (TEC)                            | 6,9   | 25,6  | 45,2  | 40    | 39,1  | 43,4  | 37,7  | 49,3  |
| Taux d'autosuffisances                     | 107 % | 118 % | 123 % | 118 % | 119 % | 120 % | 117 % | 122 % |

## Usages culinaires

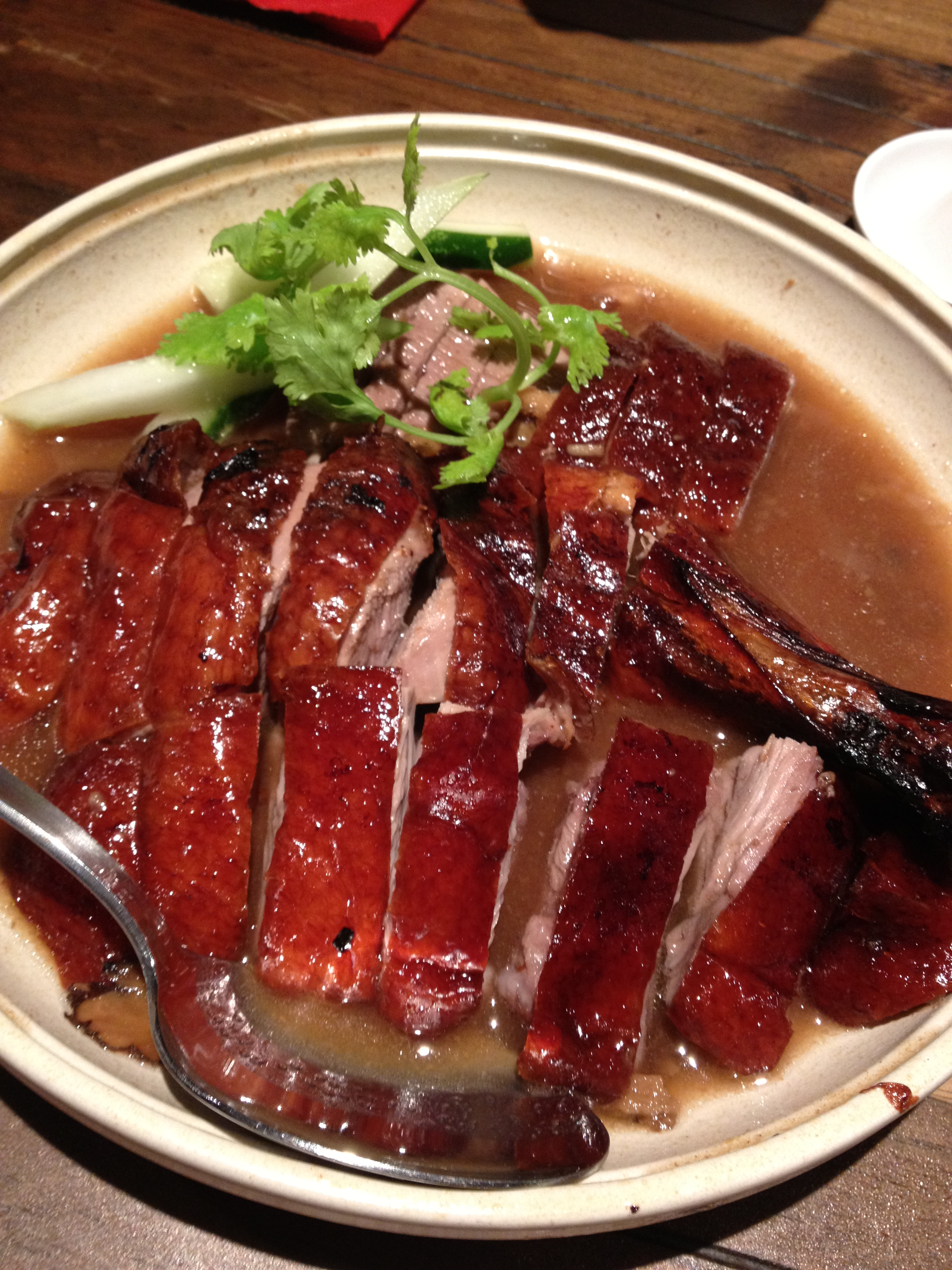
Plat de canard rôti à la chinoise, aromatisé à l'angélique de Chine.

Différentes parties du canard peuvent être utilisées : poitrine, magret, aiguillette, filet, peau, graisse, foie…

### Conservation
Le canard se conserve dans la partie la plus froide du réfrigérateur, 3 jours au maximum.
Cette viande supporte également bien la congélation. Elle peut être conservée jusqu’à 6 mois au congélateur.

### Valeur nutritionnelle du canard
Pour 100 g de canard : 
| Calorie      | 132    |
| Eau          | 73 g   |
| Protéines    | 19 g   |
| Glucides     | 0 g    |
| Lipides      | 6 g    |
| Cholesterol  | 85 mg  |
| Potassium    | 262 mg |
| Magnésium    | 19 mg  |
| Phosphore    | 202 mg |
| Calcium      | 11 mg  |
| Fer          | 4,8 mg |
| Vitamine B1  | 0,3 mg |
| Vitamine B2  | 0,4 mg |
| Vitamine B6  | 0,3 mg |
| Niacine      | 5,4 mg |
| Folates      | 30 µg  |
| Vitamine B12 | 1,3 µg |

Les aiguillettes et le filet de canard sont les morceaux les plus maigres du canard ; à l’inverse, le confit de canard, préparé en cuisant les morceaux de canard dans de la graisse, est plus gras (30 % de matières grasses). Ce sont surtout des acides gras insaturés.

### Dérivé
Le foie gras de canard ne présente pas le même profil nutritionnel que la viande de canard. Avec plus de 50 % de lipides pour 100 g, il est bien plus gras.

## Galerie

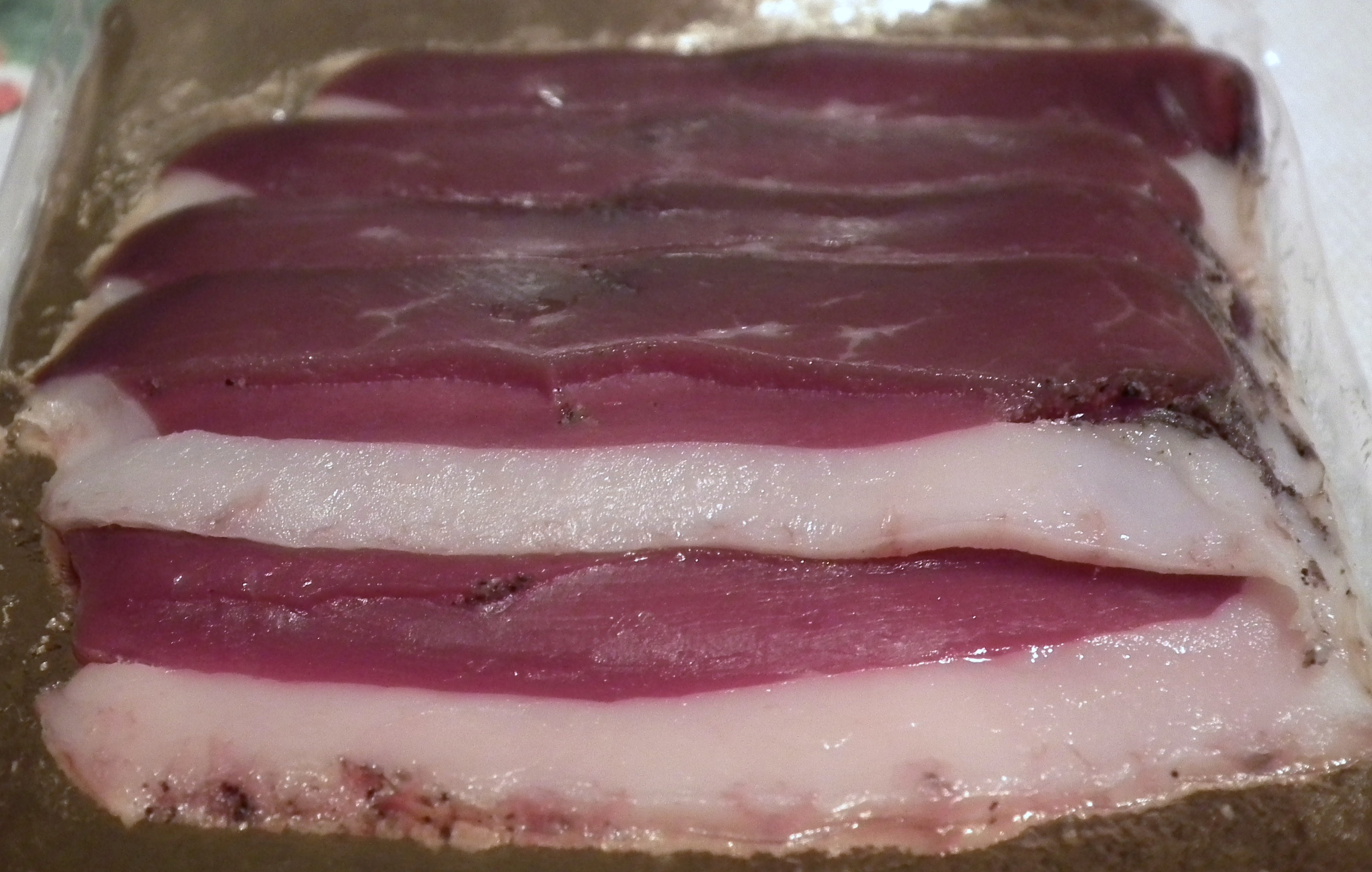
Magret de canard du sud-ouest de la France.
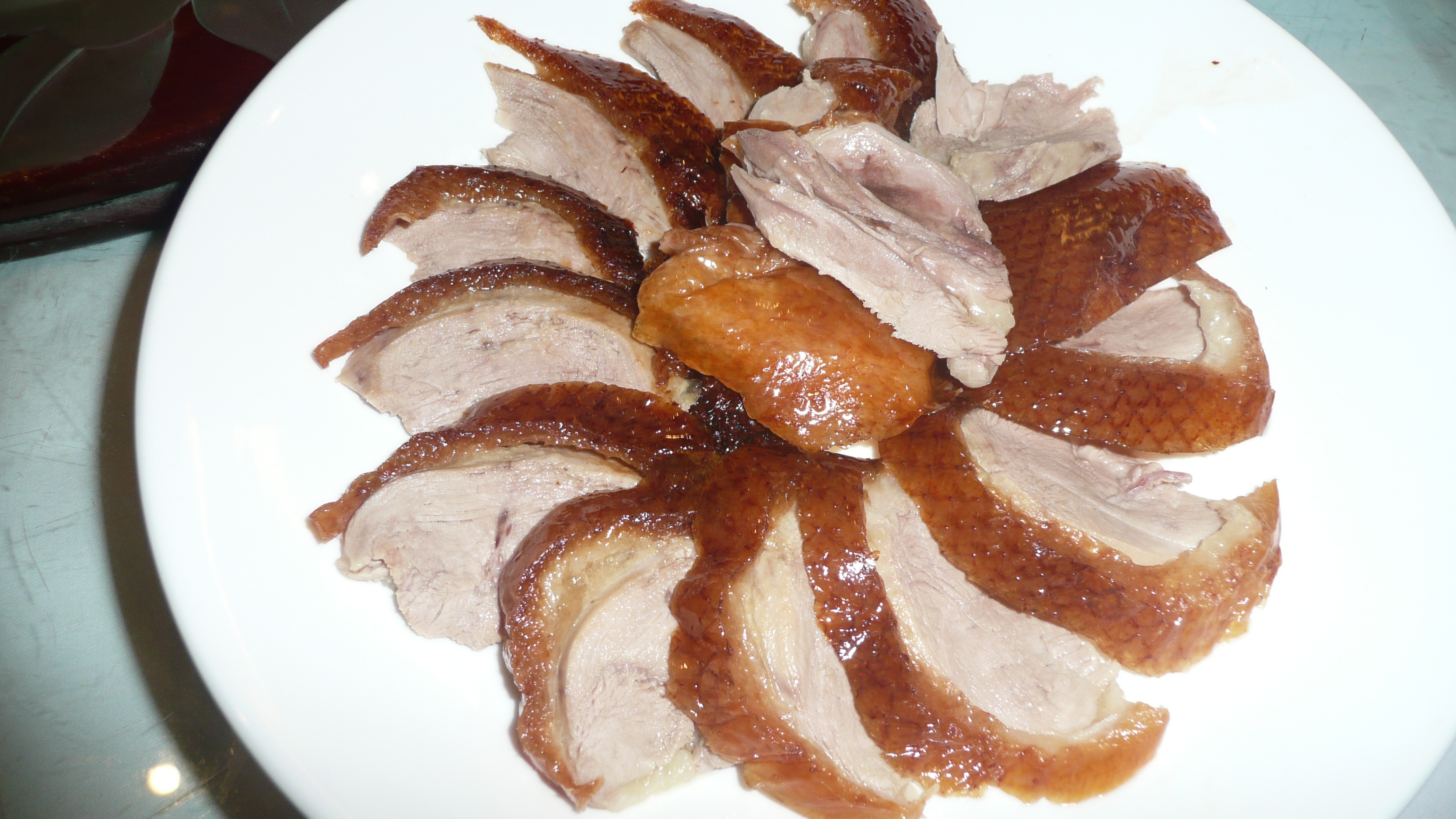
Canard laqué.